# 2ストロークオイル

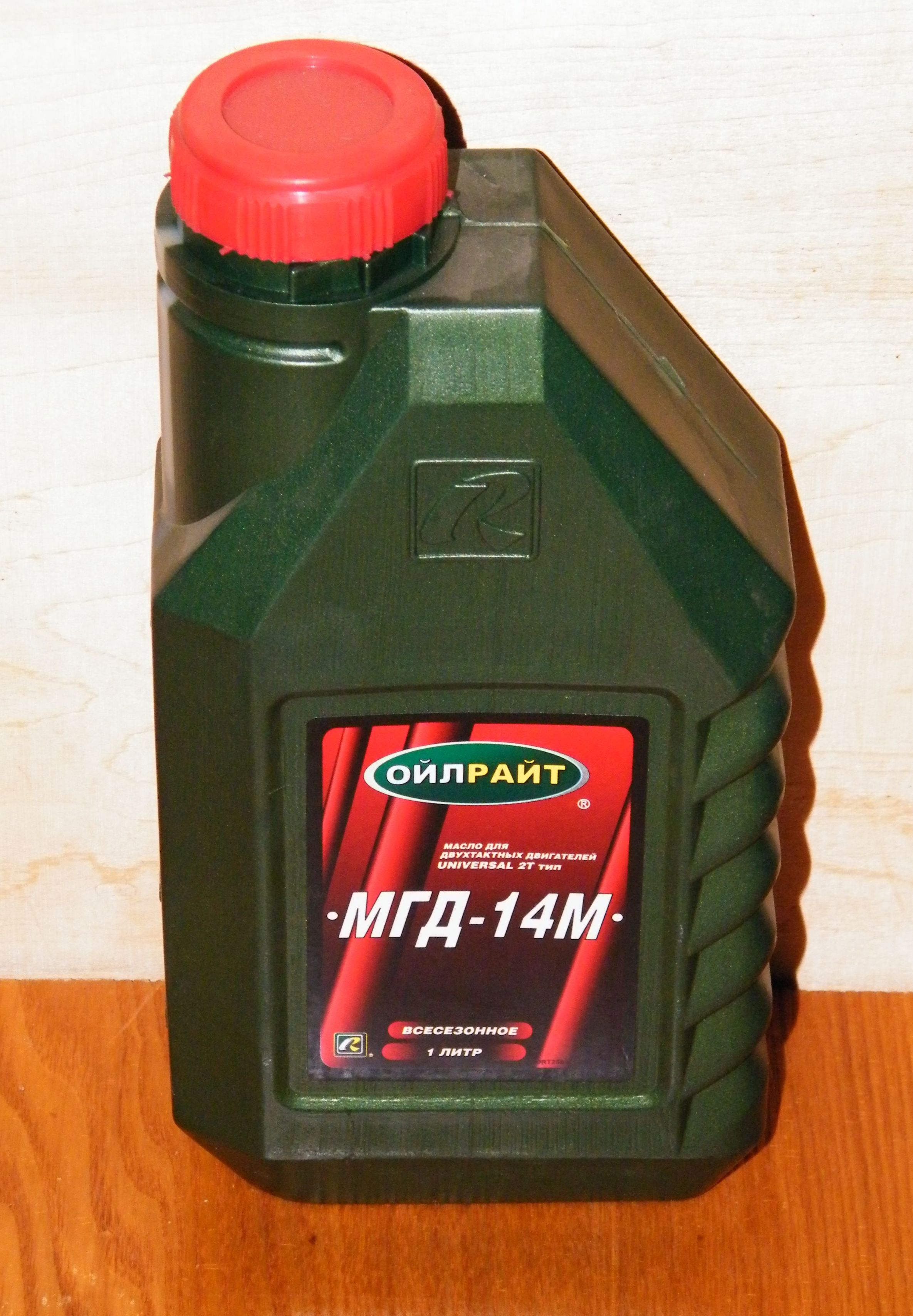
ロシアで販売されているMGD-14M 2ストロークオイル。この銘柄の場合、混合比は50:1が推奨されている。

2ストロークオイルとは2ストローク機関に用いられるエンジンオイルである。2サイクルオイルや2ストオイル、2stオイルと呼ばれる場合もある。この項目では便宜上燃料と2ストロークオイルを混合した混合燃料（こんごうねんりょう）についても併せて記述を行う。

## 概要

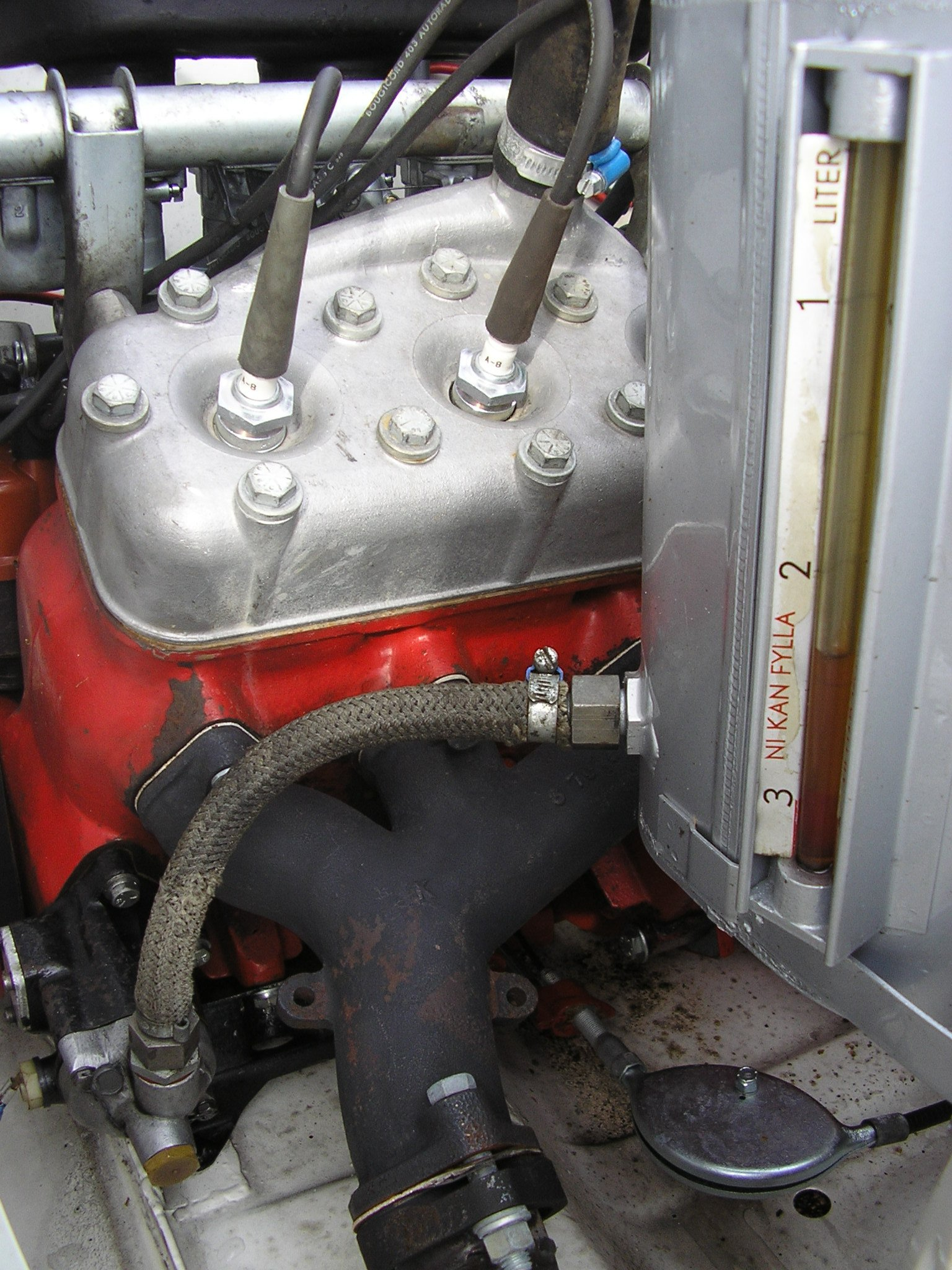
分離給油式エンジンのサーブ・スポーツ。2ストロークオイルは写真のオイルタンクに蓄えられ、キャブレターで燃料に混合される。

2ストロークガソリンエンジンでは、ピストンが下降する際にクランクケース内で混合気を一次圧縮して燃焼室に送り込む（掃気）。クランクケースの内部が吸入経路の一部となっているため、エンジンオイルを燃料に混合して潤滑される。この用途に特化した潤滑油が2ストロークオイルで、4ストロークエンジン用のオイルと異なり、燃焼室内で燃焼されて排出されることを前提として合成されている。
2ストロークオイルの原料は鉱物油やひまし油などの植物油、半化学合成油、化学合成油（エステル・ポリブデン）などであり、燃料との混和性改善の為に5-35%ほどの割合で灯油が添加される場合もある。
古くはオートバイなどでも、燃料に予め2ストロークオイルを混合してから給油する混合給油方式が主流であった。しかし、クランクシャフトのベアリングの潤滑性を向上させ、エンジンブレーキの際の焼きつきを抑制するために、燃料タンクとは別に設けられた2ストロークオイルタンクに給油する分離給油方式が自動車用エンジンやオートバイ用エンジンでは主流になった。分離給油方式では、オイルはオイルポンプによってキャブレターとクランクケースへ圧送される。今日、オイルメーカーやオートバイメーカーが販売する2ストロークオイルは分離給油でも混合給油でも使用できるものが多いが、カストロール・A747オイルのように混合給油専用とされているものも存在する。また、潤滑特性や排気煙の多寡などによってJASOやISOで規格化されている。
燃料との混合比は、エンジンの設計やオイルメーカーの指定により16:1から100:1まで様々であるが、指定されている混合比より極端にオイルが濃い場合は燃焼室内や点火プラグにカーボンスラッジが堆積したり、オイルが完全燃焼せずに煤となり、排気管に堆積したり排気口から飛散する量が増える。逆に極端にオイルが薄い場合は潤滑能力が足りず、ピストンの焼きつきやクランクベアリングの摩耗などのリスクが高くなる。2ストロークオイルの粘度は、銘柄や製造メーカーによっては公開されている場合があり、分離給油の場合は粘度が混合比に影響する場合がある。粘度が高いほど流動性が低く、供給量が減って混合比が薄くなる。
2ストロークオイルに求められる条件は次のようなものが挙げられる。
1. 燃焼中の灰の形成が最小限で、完全燃焼することが望ましい。
2. ガソリンへの良好な溶解性。
3. 耐摩耗性、潤滑性、耐食性および熱的特性が良いこと。
4. 流動性が良いこと。
5. 船舶で使用する場合、水の中に放出されたときに油分が急速に分解すること。

## 規格
日本では2ストロークオイルはJASO規格、JASO M345によってFAからFDまでの品質規定が定められており、主に排気煙の多寡などが規格の主要な構成要素となっている。主な規格を下記に列挙する。
- JASO M345（英語版）
  - FA - 2サイクルエンジンにとって最低限の性能を有する （規格廃止）
  - FB - FAに比べて特に潤滑性、清浄性に優れる
  - FC - FBに比べてさらに排気煙、排気系閉塞性に優れる（スモークレスタイプ）
  - FD - FC規格の清浄性をさらにアップして、より環境に配慮したオイル

上記4つは2サイクルエンジンオイルの基本的な性能について示したものである。
なお、JASO FA規格は規格自体は廃止されているものの、廃止前に認証された2ストロークオイルの一部は2021年現在も販売が継続している。
- ISO規格[4]
  - ISO-L-EGB - JASO FB相当の基本性能に加え、ピストン清浄性を有するもの
  - ISO-L-EGC - JASO FC相当の基本性能に加え、ピストン清浄性を有するもの
  - ISO-L-EGD - JASO FD相当の基本性能に加え、ピストン清浄性及びピストン洗浄性を有するもの

ISO規格は、JASO規格にピストン清浄性の要素を加えたもので、1990年代中期にヨーロッパ向け2ストロークエンジンの為に規格が制定された。
- API規格
  - API-TA - モペッドなどに用いられる、排気量50cc以下の非常に小さな2ストロークエンジンの要求性能を満たすもの（規格廃止）
  - API-TB - スクーターその他に用いられる、排気量50-200cc程度の高負荷2ストロークエンジンの要求性能を満たすもの（規格廃止）
  - API-TC（英語版） - オートバイやスノーモービルなどに用いられる、排気量200-500cc程度までの高出力エンジンや、混合比の大きなチェーンソーなどの要求性能を満たすもので、ピストンリングの固着、プレイグニッション、シリンダーの凝着摩耗やピストンの焼きつきなどの問題に対応したもの
  - API-TD - 水冷船外機の要求性能を満たすもので、後述のBIA TC-Wと同等のエンジン試験が用いられた（規格廃止）

API規格は最も初期に2ストロークオイルの性能基準を定めた規格で、2021年現在はTC規格以外は全て廃止若しくは代替規格へ移行しており、市場に残るほとんどのオイルがTC規格以上の水準には達している為、敢えて規格として言及される事は少なく、TC規格以上の性能である事を示す「API-TC+」などといった表記にその名残を残すのみとなっている。
- 国際海洋産業協会評議会（英語版）（ICOMIA）
  - BIA TC-W - 1971年に米国の舟艇工業会（BIA）によって策定され、アウトボード・マリーン・コーポレーション（英語版）（OMC）製の90馬力V型4気筒程度の船外機の要求性能を満たし、塩水に対する防錆性能、燃料油への混和性等が高いことが要求された。API規格のTDが本規格に相当する[5]。（規格廃止）
  - NMMA TC-WII - 1988年制定。試験エンジンがヤマハ発動機製、使用燃料も無鉛ガソリンへと切り換えられた。TC-Wの要求性能に加え、混合油の流動性、水が混入した場合の濾過性能、燃料油との混合の均一性が新たに要求性能に加えられた[5]。（規格廃止）
  - NMMA TC-W3[6] - 1992年制定。船外機の高出力化と共に、当時米国のマリン市場で広く出回りつつあった低質ガソリンによるピストンリング固着や燃焼室へのカーボン堆積の問題に対処する為、TC-WIIの一段上の要求性能が科された[5]。

船外機向けの2ストロークオイルの性能基準は、ICOMIA傘下の米国舟艇工業会（NMMA）が中心となり規格策定が行われている。NMMAの前身はシカゴに拠点を置いたBIAと、ニューヨークを本拠とした全米舟艇・機関製造協会（NAEBM）であり、1979年に両者が合併してNMMAが誕生した。
- 欧州規格諮問委員会（CEC）
  - CEC L33-A-93 - 環境保全に配慮した生分解性2サイクルエンジンオイルを示すもので、淡水中に放出された後、21日で少なくとも67%が一次生分解（元のオイルと違う性質に変化する事）する事が要求されている[8]。
- 経済協力開発機構（OECD）
  - OECD 301C - 有害物質を用いた試験を行う為にL33-A-93が規格廃止になる事に伴い、新たに一般的になった試験法。環境中に放出された後、28日で少なくとも60%が完全生分解（水と二酸化炭素に変化する事）する事が要求されている[8]。

### 排気系閉塞性
2ストロークオイルのうち、スモークレスタイプのFC、FD規格には排気管の閉塞を防ぐ為にポリブテンが添加される事が一般的で、基油に対する添加率が高いほど排気煙は減少し、排気管（チャンバー）の閉塞も起こりづらくなる。これに対して、FB規格では鉱油、モータースポーツ向けオイルや船外機向け生分解オイルではエステルのみが用いられる事が一般的であり、スモークレスタイプと比較して排気系閉塞性は大きく劣る傾向がある。ポリブテン100%の2ストロークオイルと、鉱油またはエステル100%の2ストロークオイルとの間では、排気管閉塞指数上では4倍もの格差が発生する。この事は2ストロークエンジンの初期性能を維持する上では大きな障害であり、初期性能維持の為にポリブテンの添加は不可欠であるとされている。
しかし、ポリブテンの短所として同分子量の鉱油と比較して粘度が高い為に、添加率が多くなるほどトルク損失が大きくなる傾向があり、一度エンジン部品に付着すると新しいオイルとの置換が起きにくくもなる為、特に高回転時におけるクランクシャフトやコネクティングロッドのベアリングの潤滑性が低下して焼きつきが起こりやすくなる事が、2002年の新日本石油とヤマハ発動機の共同実験により判明している。具体的には、ポリブテン40%程度のFC規格油を基準（ベアリング潤滑指数100）とした時、鉱油またはエステル100%のFB規格油は110から120、ポリブテン100%のFC規格油は90前後という格差が発生したという。
2ストロークエンジンのうち、10000rpmを超える超高回転が連続使用される事も珍しくないチェーンソーでは、このポリブテン添加による副作用が特に問題になりやすかった事から、スティール社は自社のチェーンソー向けの純正2ストロークオイル（FB規格）の注意書きに「スティールのチェーンソーには、ポリブテンを配合した低煙オイルは絶対に使用しないで下さい」とまで明記していた程であった。
これらを根拠として、「草刈機やチェーンソーなどの、超高回転域で使用される2ストロークエンジンには、FCやFD規格よりもFB規格の方が向いている」とする意見も一部では見られるが、前述の実験を実施したヤマハ発動機では、2ストロークエンジンの初期性能維持の為にはポリブテンを添加は不可欠であると明言した上で、ベアリングの潤滑性を確保する為に、下記の3項目を提言している。
1. 基油に質の良い鉱油やエステルを選定した上で、ポリブテンの添加量を排気閉塞性や排気煙性能の許す限り少なくする。
2. ポリブテンの高分子量部分の添加は可能な限り避ける。特に分子量1000以上のものの添加は厳禁である。
3. 上記2点を踏まえた上で、排気閉塞性指数（JASO M343）120以下、排気煙指数（JASO M342）100以下、ロストルク指数（JASO M340）100以上の水準を維持するように2ストロークオイルを開発する事で、ポリブテンを添加してもベアリング潤滑性は十分に確保されるという[9]。

## 4ストローク用オイルとの違い
4ストロークエンジン用のオイルとの違いは、4ストロークではドライサンプやウエットサンプなどの方式で、高温になるエンジン内で長期間にわたって繰り返し使用されるため、高温環境下での抗酸化特性（酸中和性、酸化安定性）が良く変質しにくいことや、スラッジ分散性なども重要な性能となるが、2ストロークエンジン用オイルは一回しか使われないため、これらの特性はほとんど考慮されない。また、2ストロークには高い耐摩耗性が必要となる動弁機構が無いため動弁系の摩耗防止性は求められない。2ストロークオイルはエンジン内で燃焼して排出されるため、燃焼室や点火プラグの汚損を防ぐ性能が特に重視される。2ストロークエンジンはシリンダー側面にポートがあるため4ストロークエンジンとは異なり、ピストンリングがシリンダー内で回転する構造になっておらず、ピストンリングの溝にスラッジが堆積してピストンリングが膠着しやすい。そのため燃焼室でのスラッジの元となる灰分を含む添加剤は少なく抑えられている。酸化や動弁系の摩耗を考慮せずに済むこととスラッジの要因となることからほとんどの4ストロークエンジンのオイルに添加されているZnDTP（酸化防止・磨耗防止などの機能を持つ多機能添加剤）は基本的に添加されていない。

## 混合燃料

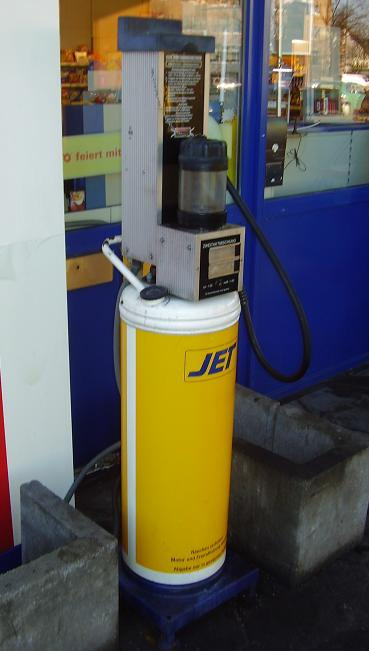
混合燃料の給油機

混合給油方式に給油するために、ガソリンやエタノールに2ストロークオイルを混ぜた燃料は混合燃料と呼ばれる。使用者が燃料と2ストロークオイルをそれぞれ購入し、混合してからエンジン機器の燃料タンクへ注ぐ場合のほか、ドイツなどのように、ガソリンスタンドに混合燃料の給油機が備えられているのが一般的な国や地域もある。
混合比は、燃料と2ストロークオイルの体積の比である。これを体積濃度のパーセントで示すには下記の計算式で計算される。
{\displaystyle P_{l}={\frac {V_{o}}{V_{o}+V_{f}}}\cdot 100}
{\displaystyle V_{o}:} 2ストロークオイルの体積
{\displaystyle V_{f}:} 燃料の体積
{\displaystyle P_{l}:} 混合燃料の体積濃度
混合燃料では、2ストロークオイルを混ぜたことによって粘度や気化性、混合比が元の燃料とは異なるため空燃比に若干の影響を与える。また、燃焼特性が元の燃料とは異なるため適切な空燃比も異なる。